# دوغلاس غونزاغا لايت
دوغلاس غونزاغا لايت (بالبرتغالية: Douglas Gonzaga Leite‏) (27 مارس 1980 في البرازيل - ) هو لاعب كرة قدم برازيلي في مركز حراسة المرمى. لعب مع نادي أفاي لكرة القدم ونادي أكاديميكا كويمبرا ونادي خزر لنكران ونادي غواراني ونادي كريسيوما ونادي كوريتيبا ونادي كورينثيانز ونادي أوداكس ريو وAssociação Desportiva Atlética do Paraná ‏ وأتلتيكو لينينسي ورومة إسبورتي أبوكارانا ‏ وريد بول برازيل ونادي ناوتيكو.

## وصلات خارجية
- دوغلاس غونزاغا لايت على موقع قاعدة بيانات كرة القدم.إي يو (الإنجليزية)
- دوغلاس غونزاغا لايت على موقع Soccerway.com (الإنجليزية)